# Tassazione per trasparenza
Per tassazione per trasparenza si intende quel regime di tassazione dei redditi per mezzo del quale il soggetto possessore dei redditi diventa trasparente (ossia su di lui non sorgono obbligazioni tributarie) per il Fisco.
Il soggetto trasparente rimane comunque responsabile in solido con i soci/associati per le obbligazioni tributarie nascenti dall'attribuzione del reddito da esso prodotto a questi.
Il regime di trasparenza ha l’obiettivo di evitare la doppia imposizione sull’utile societario, distribuendo il carico fiscale tra i soci della società o tra società collegate. Tale finalità si rifà ai principi costituzionali italiani, in particolare all’articolo 3 della Costituzione Italiana, che impone una distribuzione proporzionale del carico fiscale basata sulla capacità contributiva dei cittadini. A ciò si aggiunge l’articolo 53, che sancisce il principio di progressività, contribuendo alla formulazione delle normative in materia di trasparenza

## Normativa nazionale e internazionale
Le società italiane con partecipazioni estere o operanti nell’ambito dell’Unione Europea devono attenersi anche alla normativa comunitaria e alle convenzioni internazionali contro la doppia imposizione, come le convenzioni dell’Organizzazione per la Cooperazione e lo Sviluppo Economico (OCSE). Tali accordi influenzano la legislazione italiana, in particolare in relazione alla tassazione dei redditi delle società collegate.
Secondo l’articolo 5, comma 3, lettera B del TUIR, sono considerate società residenti quelle che, per la maggior parte del periodo d’imposta, hanno sede legale, sede di direzione effettiva o gestione principale nel territorio italiano. La sede di direzione effettiva si riferisce al luogo in cui si assumono le decisioni strategiche per la gestione della società.

## Regime obbligatorio
Il regime di trasparenza fiscale è quello naturale (e non derogabile) per i soggetti indicati nell'art. 5 del TUIR.  In questo regime, i redditi della società sono imputati direttamente ai soci in proporzione alla loro quota di partecipazione, indipendentemente dalla loro effettiva percezione.
L’articolo 5 del TUIR disciplina inoltre la tassazione delle imprese familiari, stabilendo che il 49% del reddito possa essere attribuito ai familiari che contribuiscono in modo continuativo e prevalente all’attività dell’impresa, secondo i criteri definiti dall’articolo 230-bis del Codice Civile.
I soggetti indicati per questo regime sono:
- società di persone (società semplici, società in nome collettivo e società in accomandita semplice);
- società di armamento;
- società di fatto;
- associazioni senza personalità giuridica la cui attività è diretta all'esercizio in forma associata di arti e professioni

Questi soggetti, per vedersi applicato tale regime, devono essere residenti in Italia, cioè avere sede legale o di direzione effettiva o la gestione ordinaria in via principale nel territorio italiano durante la maggior parte del periodo d'imposta.

### Ratio del regime ed effetti
Presupposto per l'applicazione dell'IRES è il possesso dei redditi da parte della società. I soggetti individuati all'art 5 TUIR non sono mai possessori dei redditi societari, dal momento che, sin da quando il reddito è accertato, i soci acquisiscono il diritto di appropriarsene. Infatti, l'articolo 2262 del Codice civile determina che, al momento dell'approvazione del bilancio o del rendiconto, il socio acquisisce il diritto ad ottenere gli utili che gli spettano, escludendo quindi dal possesso le società di persone e gli enti ad esse assimilati
Le società di capitali, invece, nel momento in cui il bilancio viene approvato, acquisiscono la titolarità degli utili societari, che potranno essere ottenuti dai soci solo al momento dell'adozione della delibera di distribuzione da parte dell'assemblea.
Proprio in virtù della presenza o meno del presupposto d'imposta del possesso, si è previsto che, per le società di persone ed enti assimilati, dove possessori dei redditi societari sono i soci, la tassazione per trasparenza sia il regime ordinario, comportando che i redditi, a prescindere dalla loro percezione da parte dei singoli soci,debbano essere inseriti nella dichiarazione dei redditi di questi ultimi, i quali vi pagheranno l'IRPEF. L'ente societario rileverà, dunque, come trasparente ai fini fiscali.
Per le società di capitali, invece, la tassazione per trasparenza è un regime opzionale, dal momento che l'ente societario è titolare dei redditi, i quali solo successivamente verranno distribuiti tra i singoli soci. In virtù di ciò, alla società verrà applicata l'IRES,con conseguente imputazione dell'imposta direttamente all'ente societario, salvo che quest'ultimo non soddisfi i requisiti per poter ottenere l'applicazione del regime della tassazione per trasparenza.
Funzionamento del regime
il procedimento del regime della tassazione per trasparenza è regolato dall’art. 5 TUIR. In particolare il primo comma afferma che i redditi delle società di persone, e delle tipologie societarie ad esse equiparate dalla legge, sono imputati a ciascun socio indipendentemente dalla percezione, proporzionalmente alla sua quota di partecipazione agli utili.
Analizzando nello specifico il procedimento si possono distinguere due fasi: la prima la prima fase riguarda la distribuzione degli utili societari. Suddetti utili vengono poi divisi tra i soci in maniera proporzionale alla loro quota di partecipazione al capitale sociale. La società, successivamente, si occupa di redigere la certificazione unica contenente i dati che ciascun socio dovrà inserire all'interno della propria dichiarazione dei redditi. Infine la società provvede alla distribuzione degli utili ai singoli soci. 
La seconda parte del procedimento riguarda attività che devono essere compiute autonomamente dai singoli soci. In primo luogo, effettuando la dichiarazione dei redditi, gli stessi dovranno indicare in una categoria convenzionale, denominata “redditi da partecipazione”, quale sia la quota di reddito societario imputata a ciascuno. Successivamente, il singolo socio dovrà pagare all’Agenzia delle Entrate le proprie imposte, alle quali verrà applicato l'IRPEF, utilizzando l'aliquota corrispondente allo scaglione in cui rientra il reddito del singolo socio.

## Regime opzionale
Il Decreto Legislativo 12 dicembre 2003, n. 344, attuativo della Legge delega per la riforma del sistema fiscale (Legge 7 aprile 2003, n. 80), ha introdotto nel sistema giuridico italiano un meccanismo alternativo di imputazione del reddito per le società di capitali, modificando il Testo unico delle imposte sui redditi (T.U.I.R.) e introducendo gli articoli 115 e 116. In tal modo, è stata prevista la possibilità per le società di capitali di optare per un regime fiscale diverso da quello ordinario.
L’articolo 4, comma 1, lettera h) della Legge 7 aprile 2003, n. 80, riconosce alle società di capitali la facoltà di optare, al sussistere di determinati requisiti, per il regime di trasparenza fiscale, che è invece obbligatorio per le società di persone e per gli enti assimilati, ai sensi dell'articolo 5 del T.U.I.R.
Il regime di trasparenza fiscale è disciplinato dagli articoli 115 e 116 del T.U.I.R., i quali regolano due fattispecie distinte, rispettivamente denominate “grande trasparenza” e “piccola trasparenza”.

### Regime della grande trasparenza
Il regime della grande trasparenza è un regime fiscale opzionale previsto per le società di capitali al cui il capitale sociale partecipano esclusivamente altre società di capitali, ai sensi dell'articolo 115 del T.U.I.R.

#### Requisiti per l'accesso
Per esercitare l’opzione di cui all’articolo 115 del T.U.I.R., è necessario che tutte le società coinvolte (sia quella partecipata che quelle partecipanti) soddisfino i requisiti previsti dalla legge e aderiscano al principio “all in, all out” (Circolare n. 49/E/2004, § 2.4.6).
In particolare, l’articolo 115, comma 1, stabilisce che la forma giuridica delle società partecipanti deve corrispondere a una delle tipologie indicate nell’articolo 73, comma 1, lettera a) del T.U.I.R. Inoltre, l’opzione è limitata alle società di capitali residenti nel territorio italiano che siano partecipate da altre società di capitali residenti e, solo in determinate condizioni, da soci non residenti. I soci devono possedere direttamente una partecipazione agli utili e diritti di voto non inferiore al 10% e non superiore al 50%.
I requisiti devono essere soddisfatti sin dal primo giorno del periodo di imposta della società partecipata in cui si esercita l’opzione e devono permanere per tutta la durata del periodo di validità dell’opzione. Se, durante il periodo di trasparenza, le condizioni non sono più rispettate, torna ad applicarsi il regime ordinario di tassazione, sin dal momento iniziale dell’esercizio sociale in corso.
A tale regime non possono avere accesso le società che già applicano la tassazione di gruppo tra imprese controllate residenti (consolidato nazionale) ex art. 117 T.U.I.R., o tra imprese controllate residenti e imprese controllare non residenti (consolidato mondiale) ex artt. 130 T.U.I.R. e successivi. L’opzione per il regime di trasparenza, inoltre, non sarà applicabile qualora i soci partecipanti beneficino di riduzioni dell’aliquota IRES.
Potranno comunque beneficiare della trasparenza fiscale i consorzi e i raggruppamenti di imprese societarie, seppur temporanei.

#### Modalità di tassazione
Con l’esercizio dell’opzione per la "grande trasparenza", il reddito e le perdite prodotte dalla società partecipata vengono imputate a ciascun socio in proporzione alla propria quota di partecipazione agli utili, determinata alla data di chiusura del periodo di imposta della società partecipata.
In tale regime, la società partecipata non è tenuta a versare l’imposta, ma sono le società partecipanti a dover liquidare l'IRES. Un effetto caratteristico del regime di trasparenza è la perdita della soggettività passiva della società partecipata ai fini IRES, pur mantenendo l’obbligo di adempiere agli obblighi formali di dichiarazione dei redditi. La perdita perdita della soggettività porta la società partecipata a non poter più beneficiare di eventuali esenzioni o riduzioni d’imposta che le sarebbero spettate.
L’articolo 115, comma 3, del T.U.I.R. stabilisce che l’imputazione del reddito (o delle perdite) avvenga nel periodo di imposta delle società partecipanti in corso alla data di chiusura dell’esercizio della società partecipata e, come nelle società di persone, il reddito è imputato per trasparenza al socio che riveste tale status alla chiusura del periodo d’imposta della partecipata.
Un particolare meccanismo previsto al comma 12, art. 115 T.U.I.R., garantisce l'assenza di imponibilità anche per distribuzioni successive al periodo di validità dell'opzione nei casi in cui si verifichino cambiamenti della composizione sociale che portino alla distribuzione di utili a soggetti diversi rispetto a coloro che avevano usufruito dell'imputazione per trasparenza. La presenza di una tale previsione di adeguamento del costo della partecipazione permette di evitare che un socio cedente dopo l'imputazione del reddito, ma prima della distribuzione degli utili, realizzi una plusvalenza che incorpori il reddito già tassato, e dall'altro lato che il socio cessionario, che ha già pagato un prezzo maggiorato per la presenza di utili distribuibili nella partecipata sia successivamente tassato sulla distribuzione deli stessi.

#### Esercizio dell’opzione
L’opzione per il regime di trasparenza fiscale deve essere esercitata dalla società partecipata e da tutti i soci. I soci devono inviare una comunicazione scritta alla società partecipata, mediante raccomandata con ricevuta di ritorno, dichiarando la volontà di optare per il regime di trasparenza fiscale. L'opzione si perfeziona quando la società partecipata trasmette l'opzione all'Agenzia delle entrate tramite la presentazione della dichiarazione precedente al periodo per la quale la si richiede.
L’opzione per la trasparenza ha durata triennale e si rinnova tacitamente per periodi successivi di pari durata. La richiesta di revoca va effettuata secondo le modalità e i termini per visti per la comunicazione di esercizio dell'opzione e decorre dal termine del triennio in corso.

### Regime della piccola trasparenza
Il regime della piccola trasparenza è una modalità fiscale opzionale prevista dall'articolo 116 del D.P.R. 917/1986 (Testo unico delle imposte sui redditi), applicabile alle Società a responsabilità limitata (SRL), comprese quelle unipersonali, che soddisfano determinati requisiti. Esso consente una tassazione dei redditi della società come se essa fosse una società di persone, evitando la doppia imposizione fiscale propria delle SRL tradizionali.
Per poter optare per il regime della piccola trasparenza, la SRL deve rispettare le seguenti condizioni:
- I soci devono essere esclusivamente persone fisiche;
- Il numero di soci non deve superare dieci (venti per le società cooperative a responsabilità limitata);
- La società deve avere sede legale in Italia;
- I ricavi annui della società non devono superare i limiti previsti per gli Indici Sintetici di Affidabilità (ISA), che hanno sostituito gli studi di settore. Tali requisiti devono essere soddisfatti all'inizio del periodo d'imposta e mantenuti per tutta la durata dell'opzione, che ha una durata di tre anni. Durante questo periodo, l'opzione è irrevocabile; l'irrevocabilità è stata introdotta per evitare potenziali abusi del regime, come il cambio frequente di opzione a fini speculativi.
L'opzione per il regime della piccola trasparenza si esercita mediante la compilazione e la trasmissione del modello per la comunicazione delle opzioni fiscali all'Agenzia delle Entrate e Riscossioni. Il modello deve essere inviato telematicamente utilizzando il software fornito dall'Agenzia e deve contenere informazioni dettagliate sui soci e sul regime scelto. Nel caso in cui il regime venga adottato al momento della costituzione della società, poiché non sono disponibili ricavi pregressi, la verifica dei ricavi per mantenere il regime dovrà avvenire nelle annualità successive, calcolando i ricavi in base a quanto dichiarato nella prima annualità di applicazione.

#### Meccanismo di tassazione
Nel regime della piccola trasparenza, i redditi della società sono imputati direttamente ai soci, proporzionalmente alla loro quota sociale. A differenza del regime ordinario, in cui la SRL è soggetta a IRES (Imposta sul Reddito delle Società), nel regime di trasparenza i redditi vengono tassati come redditi personali (IRPEF) dei soci. La società, tuttavia, rimane soggetta all'IRAP(Imposta Regionale sulle Attività Produttive), mentre i contributi INPS sono a carico dei soci.
Uno degli aspetti più significativi del regime della piccola trasparenza è l'evitare la doppia imposizione fiscale che si verificherebbe con il normale regime IRES, dove la società paga l'imposta sui redditi (al 24%) e i soci sono poi tassati sui dividendi ricevuti (al 26%).

#### Vantaggi
Il regime della piccola trasparenza può risultare particolarmente vantaggioso per la società e per i soci in determinate condizioni:
- Per i soci, il regime consente di mantenere i benefici fiscali personali, come eventuali crediti d'imposta, e di dedurre i contributi INPS versati.
- Per la società, il regime può risultare più conveniente rispetto alla tassazione ordinaria, in quanto evita il pagamento dell'IRES al 24%, permettendo di conservare una maggiore parte delle risorse generate.
In generale, il regime è particolarmente vantaggioso quando i soci hanno altre fonti di reddito IRPEF o quando sono in grado di utilizzare perdite fiscali pregresse. Inoltre, il regime risulta utile a chi ha familiare a carico o vantaggi derivanti da crediti fiscali.

#### Decadenza del regime
Il regime della piccola trasparenza può decadere in seguito a determinate circostanze che producono l'immediata esclusione, con relativo reindirizzamento al regime ordinario, tra cui:
- Il venir meno dei requisiti previsti per legge all'articolo 115 del TUIR riguardanti la sfera soggettiva e le percentuali di partecipazione dei soci delle società richiedenti.
- L'avvio di procedure concorsuali come fallimento e concordato preventivo; l'assoggettamento a tali procedure denota la presenza di una situazione economica precaria della società.
- La scelta di altro regime opzionale ex articoli 117 e 130 TUIR incompatibile con il regime per trasparenza, nel rispetto dell'impossibilità di sovrapposizione dei regimi opzionali.
- Operazioni di amministrazione straordinaria come fusione e scissione.
- Il trasferimento della sede sociale all'estero.
- L'emissione di strumenti finanziari che conferiscono diritti patrimoniali senza diritto di voto.
- L'acquisto od il possesso di partecipazioni che soddisfino i requisiti per l'applicazione dell'esenzione fiscale delle plusvalenze.

## Eccezioni di opponibilità del socio
In materia di eccezioni opponibili dal socio nei casi di trasparenza fiscale, è legittimo contestare la pretesa avanzata da parte dell'Ufficio quando il socio dimostra di essere titolare apparente di un reddito mai conseguito, ovvero provare di non aver percepito redditi di partecipazione in presenza di un utile fittizio frutto di abusi commessi dagli amministratori.
A ciò si aggiunga che tale principio è stato recepito dalla decisione nº 134/2009 della Commissione Tributaria Provinciale di Napoli, sulla scorte della quale è stato stabilito che la trasparenza deve essere vagliata alla luce della capacità contributiva, atteso che se il presupposto dell'Irpef è rappresentato da possesso dei redditi (art. 1 e art. 6 del Tuir), la menzionata regola della trasparenza fiscale opera solo se gli utili sono stati effettivamente e realmente conseguiti dalla società e percepiti, di riflesso, a favore del socio.
Sotto un altro profilo sollevato dai giudici napoletani, questi ultimi hanno voluto – nell'ottica di dichiarare annullabile l'avviso di accertamento notificato al socio – estendere l'applicazione del principio di “equità fiscale” presente nell'art. 6 del D.P.R. 633/72, laddove in taluni casi (ad esempio transazioni poste in essere con la Amministrazione pubblica) il pagamento dell'imposta può essere rinviato all'effettivo conseguimento dell'importo del corrispettivo.

## Vantaggi del regime fiscale di trasparenza
Il regime fiscale della tassazione per trasparenza è un sistema fiscale applicabile alle società di persone, come le società in nome collettivo e le società in accomandita semplice. Questo regime prevede che i redditi siano imputati direttamente ai soci in base alle loro quote di partecipazione, evitando così la doppia imposizione sia a livello societario che per i soci stessi .
In particolare, non si applica l'IRES (Imposta sul reddito delle società), poiché il reddito della società di persone è attribuito ai soci, che sono considerati persone fisiche. Inoltre, non viene applicata l'imposta sostitutiva del 26% sul reddito distribuibile, tipica del regime ordinario. L'unico tributo a carico dei soci è l'IRPEF (Imposta sul reddito delle persone fisiche). Questo sistema consente quindi ai soci di evitare di pagare le tasse due volte e offre maggiore flessibilità nella gestione dei redditi, permettendo loro di ottimizzare il carico fiscale a livello personale. Un ulteriore vantaggio è la possibilità di usufruire di crediti d'imposta e deduzioni familiari, che possono essere sfruttati dai soci in base al loro reddito d'impresa.
L'applicazione di tale regime offre la possibilità di ottenere un risultato economico migliore per la società: se l'amministratore riceve un compenso periodico, questo riduce l'utile della società; al contrario, se al socio viene distribuito un dividendo, l'utile complessivo della società risulta maggiore.
Nel caso in cui la società sia soggetta all'IRES e successivamente distribuisca dividendi, l'utile sarà ridotto dall'imposta stessa. Tuttavia, se la società applica il regime di tassazione per trasparenza, non è soggetta all'IRES, e quindi il risultato di bilancio sarà gravato esclusivamente dall'IRAP (Imposta regionale sulle attività produttive).
Eliminando l'impatto dell'IRES, il bilancio riflette un utile maggiore, poiché la tassazione è principalmente trasferita dai soci alla società.
L'introduzione di regimi opzionali per le Società di capitali, come la possibilità di scegliere la trasparenza fiscale, solleva interrogativi riguardo a quali entità possano effettivamente beneficiare di tali opzioni. Le società di capitali possono optare per tassare il proprio reddito imputandolo direttamente ai soci, seguendo lo stesso sistema previsto per le società di persone.

## Svantaggi del regime fiscale di trasparenza
Il regime di trasparenza fiscale presenta anche alcuni svantaggi significativi. Innanzitutto, i soci sono sottoposti a responsabilità illimitata, il che significa che possono rispondere con il proprio patrimonio personale per i debiti della società, incluse le imposte. Sebbene gli utili siano attribuiti ai soci, anche le perdite della società ricadono su di loro.
Inoltre, in caso di utili elevati distribuiti tra i soci, l'aliquota IRPEF potrebbe risultare molto alta, superando potenzialmente l'IRES e la ritenuta del 26%. È fondamentale considerare anche l'IRAP, che è in gran parte indeducibile. Pertanto, le società con elevati costi indeducibili, come quelli relativi al personale dipendente e agli oneri finanziari, possono trovarsi svantaggiate nell'adozione del regime di trasparenza.
Il problema della responsabilità illimitata non si applica nel regime ordinario, in cui la responsabilità è a carico della società di capitali, soggetto giuridico distinto dai soci. Il regime ordinario prevede la tassazione del reddito prodotto dalla società, con una ulteriore tassazione, seppur ridotta, sul dividendo percepito dai soci.